# Ibambi
Ibambi es una comunidad del norte de la República Democrática del Congo.

## Actividad misionera
El misionero Charles Studd construyó un importante centro misionero con base en Ibambi, en territorio del pueblo Budu. Allí fue enterrado tras su muerte en julio de 1931.La doctora misionera Helen Roseveare construyó una suerte de hospital y centro de capacitación profesional en Ibambi a principios de la década de 1950.El CECCA, la sucursal local de WEC International, tiene allí una escuela superior que sirve como centro de formación de maestros de escuela primaria.